# Фіркович Богуслав Нісанович
Ісаак-Богуслав (Ісаак-Боаз) Нісанович Фіркович (нар. 17 червня 1865, Троки, Віленська губернія, Російська імперія — пом. вересень 1915, Остров, Псковська губернія, Російська імперія) — караїмський газзан, у 1910-1915 роках виконував обов'язки Трокського караїмського гахама. Особистий почесний громадянин.

## Життєпис
Народився 1865 року Троках (нині Тракай, Литва) в родині караїмів. Його батько — Нісан Мордехайович (Маркович) Фиркович (1826-1899), був газзаном Трокської кенаси, мати — Саломея (Суламітко) Ісаківна (1824-1902).
Спочатку відвідував караїмську парафіяльну початкову школу, потім загальноосвітню школу, яку й закінчив 1880 року. Прагнучи вдосконалювати свої знання в області теології та караїмської літератури, в тому ж році вирушив до Вірменського базару, де проходив навчання під керівництвом місцевого старшого газзана Зараха Харченка. 1 квітня 1885 року, після здачі іспитів, отримав духовне звання. Після повернення в Троки працював учителем караїмської релігії і караїмської мови. У 1893 році ініціював реформу доктринального характеру, направивши в МВС клопотання про те, щоб караїмські молитовні будинки іменувати не синагогами, а кенасами. Ініціативу не підтримало керівництво Таврійського й Одеського караїмського духовного правління, яке розцінило пропозицію Фірковича «несуттєвим і досить дріб'язковим». У 1901 році обраний молодшим, а в 1905 році старшим газзаном Трокської кенаси, замінивши пішов зі свого поста через слабке здоров'я старшого газзана Юхима (Юфуду) Безековича, який також виконував деякий час посаду гахама.
З 1910 року, після того, як з посади гахама пішов Ромуальд Кобецький, виконував його обов'язки й одночасно продовжував вчителювати в караїмській школі. У тому ж році взяв участь в Першому Всеросійському караїмською національному з'їзді в Євпаторії. 30 жовтня 1911 року присутній на церемонії закладки віленської кенаси, де звершив молебень за здоров'я російського імператора та його сім'ї. У 1913 році очолив офіційну делегацію з трьох осіб (разом з Йосипом Соломоновичем Лопатто з Вільно та Ананія Хорченко з Києва), яка брала участь в урочистих заходах в Санкт-Петербурзі, присвячених святкуванню 300-річчя царювання Будинку Романових.
У 1909 році спільно з Юфудой Безековичем видав у Бердичеві збірник релігійних гімнів «Тихиллот Їсраель». Також склав і видав у 1912 році у Вільно караїмський календар на п'ять років (1913-1918) і зробив переклад на російську мову молитовника А. С. Фірковича, двічі виданого в 1892 та 1901 роках в Царицині під назвою «Порядок молитов для караїмів, складений коротко гахам і головним учителем караїмів Авраамом Самойловичем Фірковича».
У 1915 році, через загрозу німецької окупації, евакуювався разом з архівом Трокського караїмського духовного правління та майном кенаси вглиб Росії, в місто Острів під Псковом, де існувала караїмська громада, і з 1887 року разом з чоловіком проживала його сестра Аделя Робачевська. Раптово помер від апоплексичного удару в першій половині вересня 1915 року й похований на Псковському караїмському кладовищі.